# Капсула (лекарственная форма)

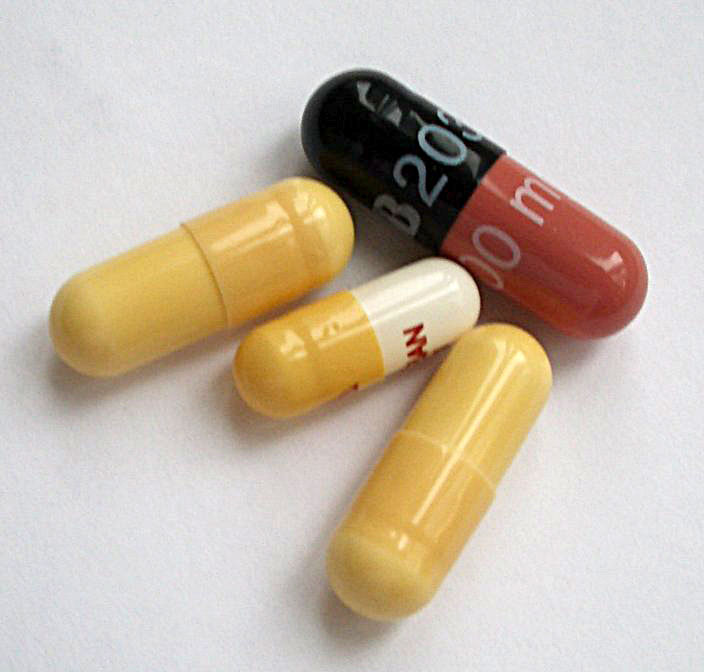
Твёрдые желатиновые капсулы

Ка́псула (от лат. capsula — ящичек, ларчик, шкатулка) — дозированная лекарственная форма, состоящая из твердой или мягкой желатиновой или иногда агаровой оболочки (ранее — крахмальной облатки), содержащей инкапсулят — одно или несколько  действующих веществ, с добавлением или без вспомогательных веществ.

## Описание и классификация
Среди капсул различают:
- твердые
- мягкие
- микрокапсулы

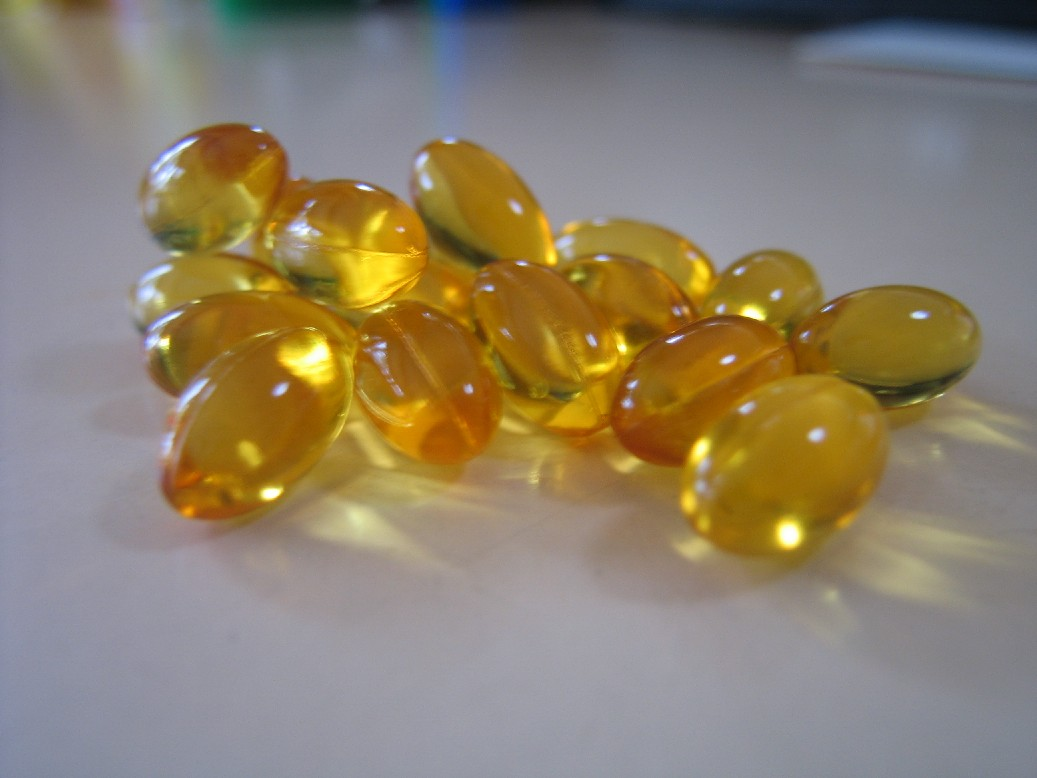
Мягкие желатиновые капсулы с рыбьим жиром

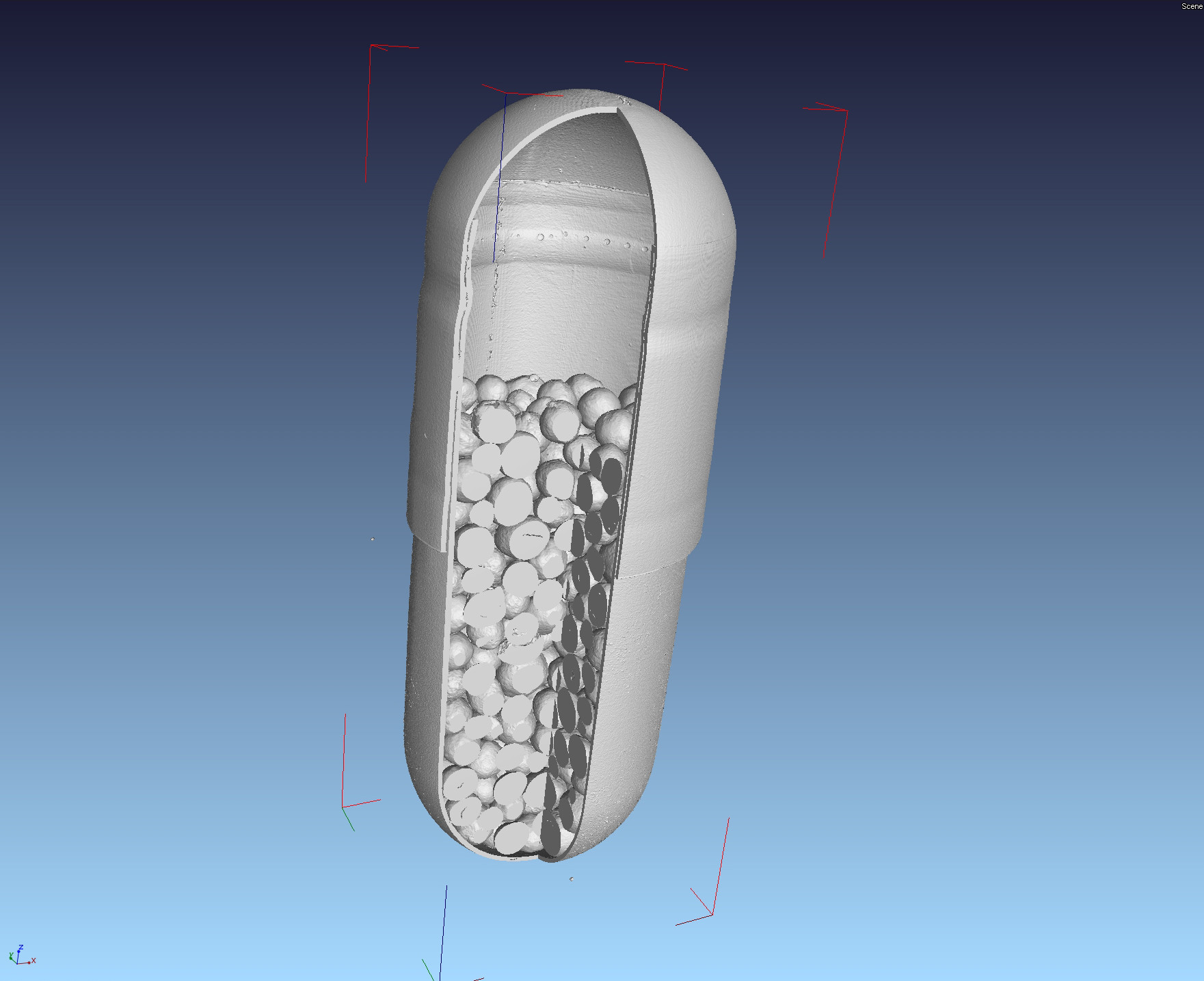
Содержимое желатиновых капсул

- желудочно-резистентные капсулы (кишечно-растворимые)
- спансулы — капсулы, содержащие пеллеты

Мягкие — цельные капсулы различной формы (шарообразной, яйцевидной, продолговатой и др.) с жидкими или пастообразными веществами.
Твердые — капсулы цилиндрической формы с полусферическими концами, состоящие из двух частей, которые входят одна в другую, не образуя зазоров.
Капсулы могут быть наполнены:
- порошками
- гранулами
- микрокапсулами
- пеллетами
- таблетками
- жидкими «мазевидными» смесями
- живыми лиофилизированными бактериями

## Преимущества и недостатки
С точки зрения пациентов капсулы обладают большим количеством преимуществ, служащих причиной того, что эта лекарственная форма является одной из наиболее популярных на фармацевтическом рынке. Согласно исследованиям большинство пациентов считает, что капсулы, благодаря их гладким, скользящим оболочкам, значительно легче глотать нежели таблетки. Кроме того материал самой капсулы полностью исключает контакт между субстанцией и полостью рта человека, что устраняет горький вкус и неприятный запах, которыми обладают большинство действующих веществ. Этот фактор существенно облегчает комплаентность больного, что в свою очередь повышает лечебный эффект от назначенной терапии. Также капсулы могут быть изготовлены с чистой глянцевой оболочкой, привлекательного для потребителя цвета, что улучшает и эстетическое восприятие данной лекарственной формы. В случае дополнительных затруднений при проглатывании некоторые гериатрические и педиатрические капсулы предусматривают возможность открытия и смешивания их содержимого с пищей. Существует и ряд достоинств капсул как лекарственной формы с точки зрения обеспечения биодоступности препарата, поскольку они наиболее эффективно подходят для форм немедленного высвобождения действующего вещества. При использовании в качестве инкапсулята пеллетов в случае некоторых составов могут быть достигнуты пролонгированные профили концентраций действующего вещества в плазме крови. Одним из важнейших преимуществ капсул является простота их использования, которое не требует от пациента каких-либо специальных навыков (по сравнению с инъекциями).
Ряд достоинств делают капсулы привлекательной формой и для производителей лекарственных средств. Капсулы могут быть использованы в течение всего процесса исследования эффективности лекарственного препарата (как в опытах на животных, так и в клинических исследованиях), без необходимости перевода их в иную форму для приёма пациентами. Несмотря на меньшую рентабельность производства капсул в сравнении с таблетками, данная лекарственная форма всё ещё обладает относительно низкой себестоимостью и обеспечивает высокую стабильность инкапсулированным действующим веществам. Капсулы достаточно просты для разработки их технологии производства, поскольку основным требованием для материала инкапсулята является только обеспечение однородности дозирования, что позволяет производителям быстрее выводить новые продукты на рынок. С точки зрения маркетинга капсулы как лекарственная форма предоставляют производителю большие возможности использования широкого спектра цветов, различных размеров, нанесения идентификационных надписей и логотипов, которые способствуют повышению узнаваемости бренда среди пациентов.
Несмотря на все преимущества капсулы обладают также рядом существенных недостатков. Данная лекарственная форма слабо подходит для создания препаратов, предназначенных для всасывания в тонком кишечнике, поскольку стандартный материал капсул подвергается сильному гидролитическому разложению во время их пребывания в среде желудка, и требует введения специальных кислотоустойчивых составов. Ряд гигроскопичных вспомогательных веществ невозможно использовать в инкапсуляте, поскольку они могут высушивать материал капсул и делать их ломкими. Сам же корпус капсулы, напротив, склонен к поглощению влаги из окружающей среды, что может негативно сказываться на стабильности лекарственного препарата и приводит к липкости оболочки. Желатин, использующийся как материал капсул, нуждается в дополнительном контроле для избежания попадания в него возбудителей коровьего бешенства. Капсулы существенно меньше чем таблетки подходят для создания фитопрепаратов, поскольку по причине отсутствия стадии прессования готовая капсула, содержащая растительное сырьё, будет обладать очень крупным размером, неудобным для приёма пациентом. Сложность изготовления и валидации процесса производства оболочек капсул вынуждает производителей к покупке уже готовых корпусов, что увеличивает стоимость готовой продукции. Скорость наполнения капсул также уступает таблетированию, а сами машины наполнения отличаются более сложной конструкцией, увеличивающей время их обслуживания по сравнению с таблеточными прессами. Переход с наполнения капсул одного размера на другой требует полной замены всего механизма дозирования, что может занять несколько часов, в то время как аналогичное обслуживание таблеточных прессов состоит лишь из замены пуансонов и матриц.

## История
Первые упоминания о капсулах как лекарственной форме содержатся в папирусе Эберса (около 1550 г. до н. э.), где они представлены как один из возможных способов дозирования фармацевтических субстанций. Тем не менее древнеегипетский текст не содержит детального описания, что именно использовалось в роли этих капсул и какой вид они имели. В современном понимании этой лекарственной формы капсулы впервые встречаются в записях венского аптекаря де Паули, датированных 1730 годом. Изобретение де Паули описывало овальные капсулы, заполненные скипидаром, который назначался больным подагрой. Целью аптекаря при создании новой лекарственной формы было желание скрыть неприятный вкус действующего вещества.
Век спустя в 1834 году в Париже фармацевту Жозефу Жерару Дюблану и его ученику Франсуа Моте был выдан патент, подтверждавший изобретение ими способа получения капсул из желатина. Сам этот метод заключался в погружении небольшого кожаного мешочка, заполненного ртутью, в расплавленный желатин. После извлечения мешочка из расплава, он высушивался до формирования твёрдой желатиновой плёнки, которая далее удалялась с формы. Готовые капсулы наполнялись с помощью пипетки различными жидкими лекарственными формами и в итоге запечатывались с открытого конца каплей расплавленного желатина. В рамках современных терминов из-за неустойчивой формы капсулы Дюблана классифицировались бы как мягкие.

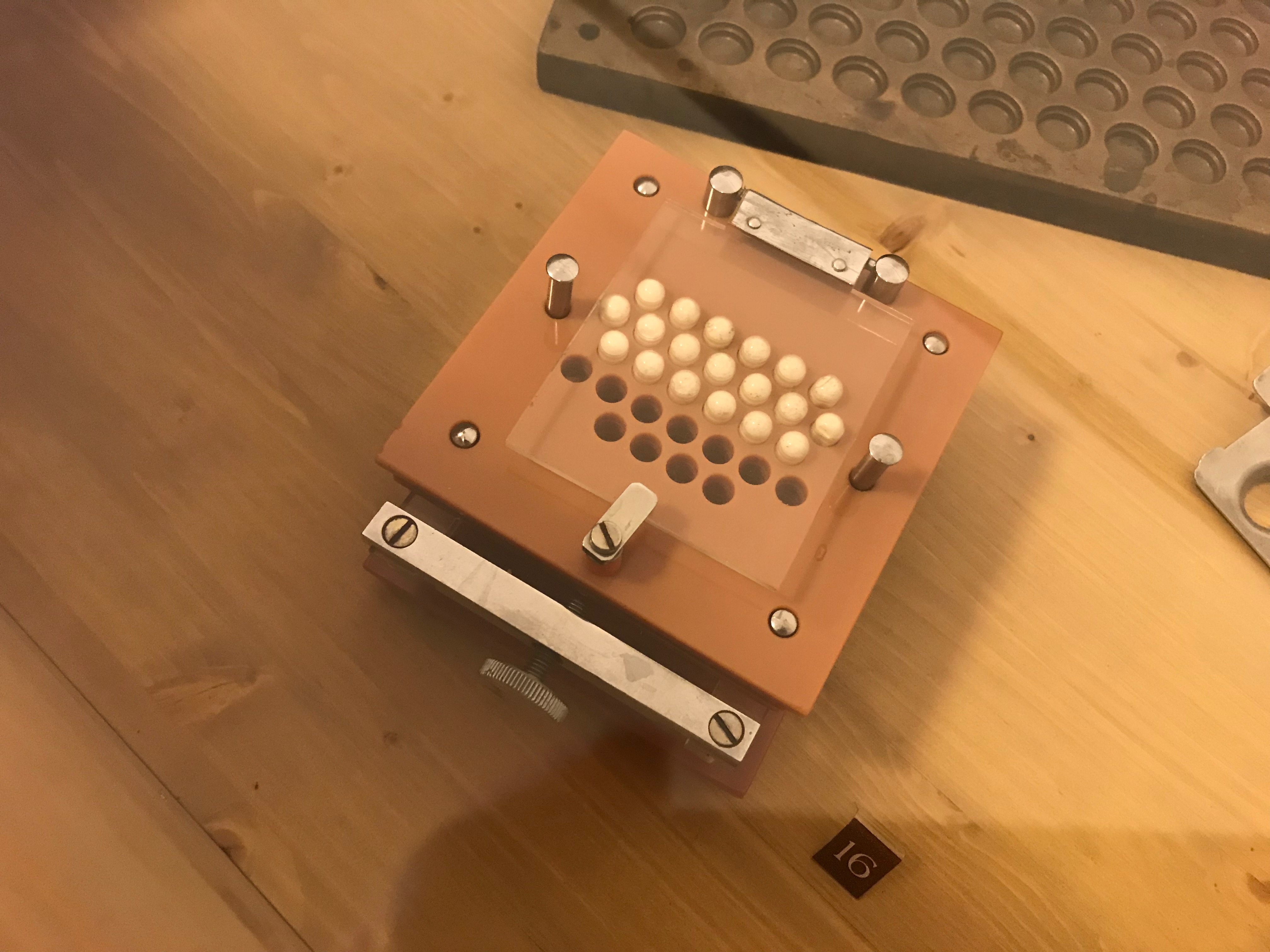
Станок для ручного производства капсул.

Изобретение не осталось без внимания со стороны врачей, и всего год спустя производство этой лекарственной формы было начато за пределами Франции. Вскоре появилось большое количество заявок на патенты по капсулам и от других исследователей, желавших обойти формулу изобретения Моте и Дюблана. Одним из этих экспериментаторов был Жюль Сезар Леюби, зарегистрировавший в 1846 году патент на первую полностью твёрдую капсулу, состоявшую из двух желатиновых частей, которые получали погружением покрытых серебром штифтов, закреплённых на раме-держателе. Сам Леюби описывал свои капсулы как «цилиндрические в форме куколки шелкопряда и состоящие из двух частей, которые соединяются друг с другом с образованием коробки», и именно этот метод лёг в основу всего современного производства твёрдых желатиновых капсул. Несмотря на это, трудности изготовления отдельных корпусов и крышек капсул ограничили в то время распространение этой лекарственной формы лишь ручным производством при аптеках. В 1847 году в Великобритании аналогичный патент на капсулы, состоящие из двух частей, был получен патентным агентом Джеймсом Мёрдоком, которого в ряде источников также называли изобретателем данного типа капсул.
Переход на промышленный уровень производства произошёл в 1888 году, после создания Джоном Расселом машины по изготовлению капсул на основе технологии Леюби, которая была внедрена на заводе компании Parke-Davis в Детройте. Дальнейшее развитие капсульных машин пошло в сторону увеличения производительности — в 1895 году Артур Колтон запатентовал аппарат, способный изготовлять от 6 до 10 тысяч капсул в час. В 1924 году компания Колтона представила и в 1931 году внедрила для Parke-Davis машину, способную производить двухцветные капсулы и одновременно формовать как крышки, так и корпуса твёрдых капсул. Именно этот аппарат стал основой для всех современных промышленных машин по изготовлению твёрдых желатиновых капсул. В 1933 году на рынок были выпущены первые мягкие капсулы, изобретённые американцем Робертом Паули Шерером.
К началу XXI века мировое производство капсул стало третьим по объёму среди всех лекарственных форм, уступив лишь таблеткам и инъекционным препаратам. Согласно прогнозам в период с 2014 по 2019 год рынок пустых капсул должен был ежегодно расширяться на 7 %, за счёт увеличения потребления лекарственных препаратов стареющим населением развитых стран и появления большого числа инновационных субстанций, требовавших новых способов доставки.